# Chaza’i-je Sofla
Chaza’i-je Sofla – wieś w Iranie, w ostanie Azerbejdżan Zachodni, w szahrestanie Szahin Deż. W 2006 roku liczyła 92 mieszkańców.